# Lardizabala
Lardizabala és un gènere monotípic d'angiospermes de la família de les lardizabalàcies (Lardizabalaceae). Són lianes de fulla persistent, natives de boscos temperats del centre i sud de Xile.
L'única espècie és Lardizabala biternata Ruiz & Pav, coneguda a Xile com coguil, cogüilera, coiye, coille, voqui cógüil o voqui coille,. Es cultiva pels seus fruits comestibles anomenats coguil o cógüil en idioma maputxe i per les seves flors ornamentals.